# Празького повстання (станція метро)
50°03′24″ пн. ш. 14°26′00″ сх. д. / 50.05667° пн. ш. 14.43333° сх. д.
Празького повстання (чеськ. Pražského povstání) — станція празького метрополітену на лінії C. Відкрита 9 травня 1974 року у складі першої черги празького метро.
Назву станція отримала на честь Празьке повстання 5-8 травня 1945 року. Розташована у районі Площі Героїв.
Навпроти станції розташовані будівля МВС Чеської Республіки, підприємства Centrotex, трамвайне депо Панкрац та відома в'язниця «Панкрац».
Конструкція станції: Однопрогінна (глибина закладення: 8 м) з однією острівною платформою.